# Glemstalbrücke

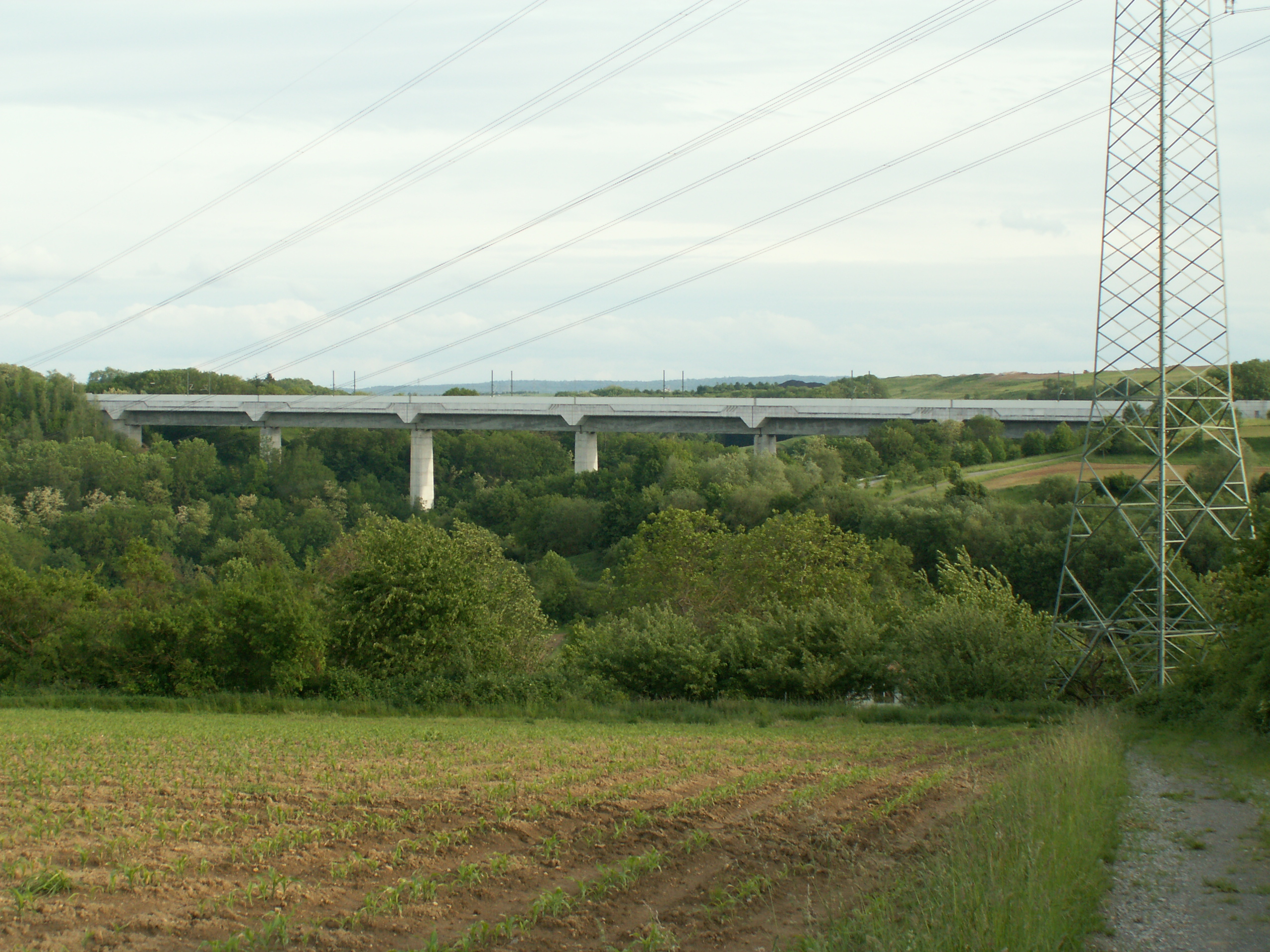
Glemstalbrücke (2006)

Die Glemstalbrücke ist eine 348 Meter (Streckenkilometer 87,82 und 88,17) lange Brücke der Eisenbahn-Schnellfahrstrecke Mannheim–Stuttgart.
Sie überquert auf der Gemarkung Markgröningen nordwestlich von Stuttgart das Glemstal und trägt daher diesen Namen. Mit einer Höhe von bis zu 54 m ist sie die höchste Brücke der Schnellfahrstrecke.

## Verlauf
Die Trasse verläuft auf der Brücke in einem Bogen von 8.000 m Radius. Die Gradiente steigt nach Osten hin um 11,5 Promille an.

## Konstruktion
Der Überbau ist mit einer gegenüber der Regelstützweite von 44 m vergrößerten Stützweite von 58 m angelegt (Einfeldträger). Das Bauwerk wurde zwischen Juni 1985 und März 1987 errichtet. Die kalkulierten Kosten lagen bei rund 12,5 Millionen D-Mark (etwa 6,4 Millionen Euro; Preisstand: Mitte der 1980er Jahre).
Kritiker bemängeln die Verkleidung und Dekoration des Über- und Unterbaus als unnötig.

## Geschichte

### Planung
Bereits in der Vortrassierung der Neubaustrecke von 1973 war das Bauwerk, mit einer Länge von mehr als 400 m und bis zu 60 m Höhe, vorgesehen.
Auf einer gemeinsamen Sitzung lehnten die Gemeinderäte von Markgröningen, Möglingen und Schwieberdingen am 15. April 1975 die Neubaustrecke grundsätzlich ab.
Nach dem Planungsstand von 1977 war ein 396 m langes Bauwerk mit neun Pfeilern und einer Höhe von bis zu rund 45 Meter über dem Talgrund vorgesehen. Die damalige Bundesbahn hob als Vorzug der Brücke hervor, das Bauwerk beschere „einen einmaligen Ausblick auf die historische Silhouette Markgröningens“.

### Bau
Die Bauarbeiten begannen im Sommer 1985. Das Bauwerk lag im Planfeststellungsbereich 13 der Neubaustrecke. Aufgrund niedriger Temperaturen mussten die Bauarbeiten im Februar 1986 vorübergehend eingestellt werden.
Unweit der Brücke entstand die Eichholzer Klinge, die größte Deponie von Erdmaterial, das beim Bau der Neubaustrecke angefallen war. Für die im Streckenabschnitt zwischen dem Marksteintunnel und Stuttgart angefallen Überschussmassen war dieser Standort aus mehreren Alternativen ausgewählt worden. Das Trockental Eichholzer Klinge erwies sich aufgrund der geringen unterirdischen Wasserführung, die Eingriffe in das Grundwasser aus Sicht der Bundesbahn ausschloss, als gut geeignet. Ferner sollten Abraumtransporte über das öffentliche Straßennetz damit vermieden und die landwirtschaftliche Nutzung des aufgefüllten Tales durch den Einbau guter Böden verbessert werden. Nach dem Planungsstand von etwa 1986 sollten auf einer Fläche von 40 Hektar 750.000 m³ Material zu einem Damm aufgeschüttet und 2,25 Mio. m³ seitlich abgelagert werden. Die Baukosten wurden auf etwa 30 Millionen DM geschätzt. Da die notwendige Baustraße nicht rechtzeitig erstellt werden konnte, wurden die Massen aus dem Planfeststellungsbereich 15 (östlicher Bereich des Langes-Feld-Tunnels) letztlich nicht an der Eichholzer Klinge abgelagert.  Nach dem Planungsstand von 1977 sollten bis zu vier Millionen Kubikmeter Erdmassen auf einer Fläche von etwa 60 Hektar abgelagert werden. Der Markgröninger Bürgermeister Vogel kündigte an, eine Auffüllgebühr erheben zu wollen. In der Planungsphase wurden örtliche Landwirte von der Bundesbahn in ein rheinisches Braunkohlegebiet gebracht, um die Möglichkeiten der Rekultivierung darzulegen.
Damit Erdtransporte aus den östlichen Bereichen der Neubaustrecke zu dieser Deponie fahren konnten, musste die Brücke bereits nach 18 Monaten Bauzeit von Lkw befahren werden können. Rund 600 Lkw pro Tag fuhren über die Brücke, die dafür für etwa 500.000 D-Mark umgerüstet worden war. Über die vom Rangierbahnhof Kornwestheim kommende Baustraße sollten 3,6 Millionen Kubikmeter Aushub zu der Deponie transportiert werden.

### Betrieb
Am 15. August 2012 blieb der ICE 575 auf dem Weg von Hamburg nach München mit einem Schmorbrand teilweise auf der Brücke stehen.
Die Fugen der Brücke werden 2020 saniert.